# 闪蒸

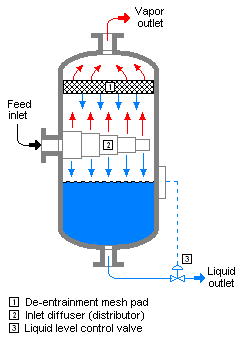
一個典型的閃蒸裝置

閃蒸（英語：或）是一個發生於飽和液體的沸點因壓力下降而降到周邊溫度以下，引致的部份蒸發。閃蒸即將飽和液體（如水）在有相當壓力的情況下加熱相當的溫度後加進一些壓力相對低的地方中，使一些飽和液體蒸發成為蒸汽。而多級閃蒸即由多個閃蒸的步驟組成的系統。

## 概述
閃蒸的做法就是將位於高壓環境的飽和液體注入相對低壓環境的容器中。而閃蒸的發生就是因為飽和液體所受的壓力被很快地降低，因所有物質的沸點都會跟著壓力大小而上升或下降。因此，一部分飽和液體的沸點因壓力降低而被降到周邊溫度以下，從而蒸發。
如果該被閃蒸的液體是單一成份組成的（如液體氨），液體的一部份將會立刻蒸發成蒸氣。而後蒸氣和殘餘的液體會冷卻至液體的飽和溫度這種情況經常被稱為「自動冷卻」。
如果該被閃蒸的液體是多成份組成的，閃蒸將會在揮發性較高的成份中顯示更明顯的效果。
失控的閃蒸將會導致被加熱液體產生蒸氣爆炸。